# Ashot Danielian
Ashot Danielian –en armenio, Աշոտ Դանիելյան– (Ereván, URSS, 11 de abril de 1974) es un deportista armenio que compitió en halterofilia. Ganó cuatro medallas en el Campeonato Europeo de Halterofilia entre los años 1999 y 2005.

## Palmarés internacional
| Campeonato Europeo | Campeonato Europeo | Campeonato Europeo | Campeonato Europeo |
| Año                | Lugar              | Medalla            | Categoría          |
| ------------------ | ------------------ | ------------------ | ------------------ |
| 1999               | La Coruña (España) | Medalla de oro     | +105 kg            |
| 2000               | Sofía (Bulgaria)   | Medalla de oro     | +105 kg            |
| 2003               | Lutraki (Grecia)   | Medalla de plata   | +105 kg            |
| 2005               | Sofía (Bulgaria)   | Medalla de bronce  | +105 kg            |